# Genetický marker
Genetický marker je známá sekvence DNA, která může být jednoduše identifikována.
Lze jej popsat jako jistý druh variace, způsobený mutací či pozměněním původní sekvence, který se sleduje na předem daném místě.
Genetickým markerem může být krátká sekvence DNA, například úsek DNA se změnou jednoho páru bází (SNP marker), případně delší repetitivní úsek, zvaný mikrosatelit.

## Typy
Některé běžné typy genetických markerů jsou
- RFLP (neboli Restriction Fragment Length Polymorphism)
- AFLP (neboli Amplified Fragment Length Polymorphism)
- RAPD (neboli Random Amplification of Polymorphic DNA)
- VNTR (neboli Variable Number of Tandem Repeat)
- SNP (neboli Single Nucleotide Polymorphism)
- STR (neboli Short Tandem Repeat)

## Využití
Genetické markery lze využít ke studiu dědičných chorob, případně k hledání jejich příčin (například mutace genu, která má za následek tvorbu defektního proteinu). Známý je fakt, že úseky DNA ležící na chromozómu blízko sebe se přenášejí na potomstvo společně (říkáme, že jsou ve vazbě). Tato vlastnost umožňuje využít markery pro stanovení přesnosti přenosu dědičné informace genu, který nebyl dosud přesně lokalizován.
Některé genetické markery (ty, které podléhají rychlým změnám, zejm. STR, VNTR, SNP) lze použít k identifikaci jedinců, mají proto své uplatnění ve forenzní genetice a určování rodičovství.
Analýza markerů na mitochondriální DNA, či na nerekombinující části chromosomu Y umožňuje (díky jejich uniparentální dědičnosti) sledovat genealogické linie stovky tisíc let do minulosti, až k posledním společným předkům, tzv. mitochondriální Evě a Y-chromosomovému Adamovi.
Dalším oborem, který využívá molekulární markery, je fylogenetika.